# Gabriel Paulista
Gabriel Armando de Abreu, ismertebb nevén Gabriel Paulista, vagy csak Gabriel, brazil labdarúgó, a Beşiktaş középhátvédje.

## Karrierje

### Valencia
2017. augusztus 18-án ötéves szerződést írt alá a Valencia CF-nél.

### Atlético Madrid
2024. január 31-én a szezon végéig szóló szerződést írt alá az Atlético Madrid csapatával.

### Beşiktaş
2024. június 15-én a török Beşiktaş 2027. június 30-ig szerződtette.

## Sikerei, díjai

### Vitória
- Bahia állami bajnokság (Campeonato Baiano): 2010., 2013.
- Copa do Nordeste: 2010.

### Arsenal
- FA-kupa: 2014–2015, 2016–2017
- Angol szuperkupa: 2015

### Valencia
- Spanyol kupa: 2018–19

### Egyéni
- a Bahia állami bajnokság legjobb védőjátékosa: 2012., 2013.

## Statisztika
2020. július 19-én lett frissítve.
| Klub           | Szezon         | Bajnokság      | Liga            | Liga  | Nemzeti kupa    | Nemzeti kupa | Ligakupa        | Ligakupa | Nemzetközi      | Nemzetközi | Egyéb           | Egyéb | Összesen        | Összesen |
| Klub           | Szezon         | Bajnokság      | Pályára lépések | Gólok | Pályára lépések | Gólok        | Pályára lépések | Gólok    | Pályára lépések | Gólok      | Pályára lépések | Gólok | Pályára lépések | Gólok    |
| -------------- | -------------- | -------------- | --------------- | ----- | --------------- | ------------ | --------------- | -------- | --------------- | ---------- | --------------- | ----- | --------------- | -------- |
| Vitória        | 2010           | Série A        | 11              | 0     | 2               | 0            | —               | —        | 8               | 0          | 1               | 0     | 22              | 0        |
| Vitória        | 2011           | Série B        | 17              | 0     | 0               | 0            | —               | —        | 0               | 0          | 10              | 0     | 27              | 0        |
| Vitória        | 2012           | Série B        | 35              | 0     | 5               | 0            | —               | —        | 0               | 0          | 17              | 4     | 57              | 4        |
| Vitória        | 2013           | Série A        | 14              | 1     | 3               | 0            | —               | —        | 0               | 0          | 18              | 2     | 35              | 3        |
| Vitória        | Összesen       | Összesen       | 77              | 1     | 10              | 0            | —               | —        | 8               | 0          | 46              | 6     | 141             | 7        |
| Villarreal     | 2013–14        | La Liga        | 18              | 0     | 3               | 0            | —               | —        | 0               | 0          | 0               | 0     | 21              | 0        |
| Villarreal     | 2014–15        | La Liga        | 19              | 0     | 2               | 0            | —               | —        | 8               | 0          | 0               | 0     | 29              | 0        |
| Villarreal     | Összesen       | Összesen       | 37              | 0     | 5               | 0            | —               | —        | 8               | 0          | 0               | 0     | 50              | 0        |
| Arsenal        | 2014–15        | Premier League | 6               | 0     | 2               | 0            | 0               | 0        | 0               | 0          | 0               | 0     | 8               | 0        |
| Arsenal        | 2015–16        | Premier League | 21              | 1     | 4               | 0            | 0               | 0        | 4               | 0          | 0               | 0     | 29              | 1        |
| Arsenal        | 2016–17        | Premier League | 19              | 0     | 3               | 0            | 3               | 0        | 2               | 0          | 0               | 0     | 27              | 0        |
| Arsenal        | Összesen       | Összesen       | 46              | 1     | 9               | 0            | 3               | 0        | 6               | 0          | 0               | 0     | 64              | 1        |
| Valencia       | 2017–18        | La Liga        | 28              | 0     | 7               | 0            | —               | —        | —               | —          | 0               | 0     | 35              | 0        |
| Valencia       | 2018–19        | La Liga        | 30              | 0     | 4               | 0            | —               | —        | 11              | 0          | 0               | 0     | 45              | 0        |
| Valencia       | 2019–20        | La Liga        | 33              | 1     | 2               | 0            | —               | —        | 6               | 0          | 1               | 0     | 42              | 1        |
| Valencia       | Összesen       | Összesen       | 93              | 1     | 14              | 0            | —               | —        | 17              | 0          | 1               | 0     | 125             | 1        |
| Teljes karrier | Teljes karrier | Teljes karrier | 253             | 3     | 38              | 0            | 3               | 0        | 39              | 0          | 47              | 6     | 380             | 9        |

1. ↑  Magában foglalja a Copa Sudamericanát és az Európa-ligában való pályára lépéseket.
2. ↑  Magában foglalja a Campeonato Baianoban és a Copa do Nordesteben való pályára lépéseket.